# یوشینوری فوروبه
یوشینوری فوروبه (ژاپنی: 古邊 芳昇؛ زادهٔ ۹ دسامبر ۱۹۷۰) یک بازیکن فوتبال اهل ژاپن است.
از باشگاه‌هایی که در آن بازی کرده‌است می‌توان به باشگاه فوتبال کاماتامار سان‌اوکی، باشگاه فوتبال آویسپا فوکوئوکا و باشگاه فوتبال توکیو اشاره کرد.